# Haute couture

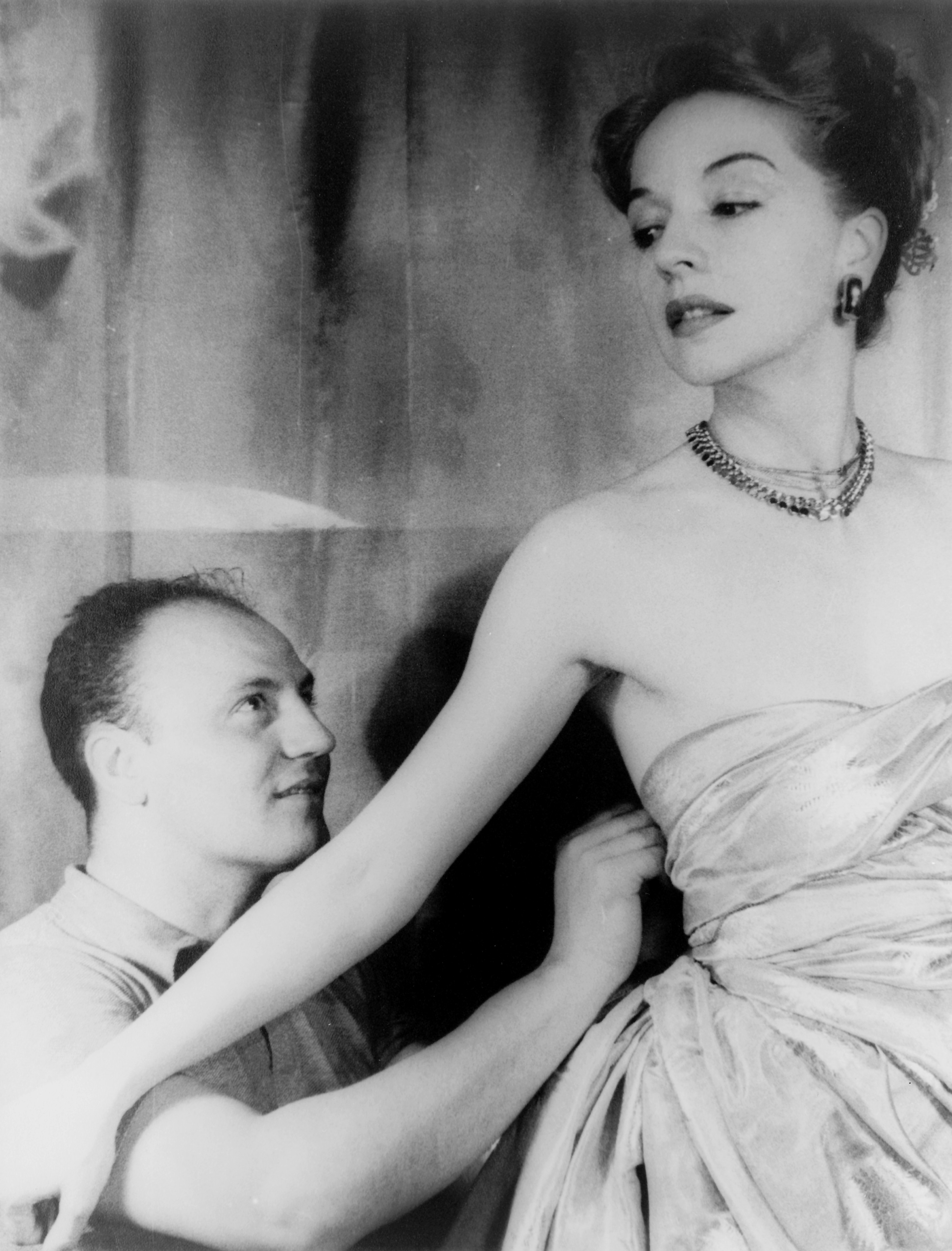
Pierre Balmain rättar till en klänning på modellen Ruth Ford.

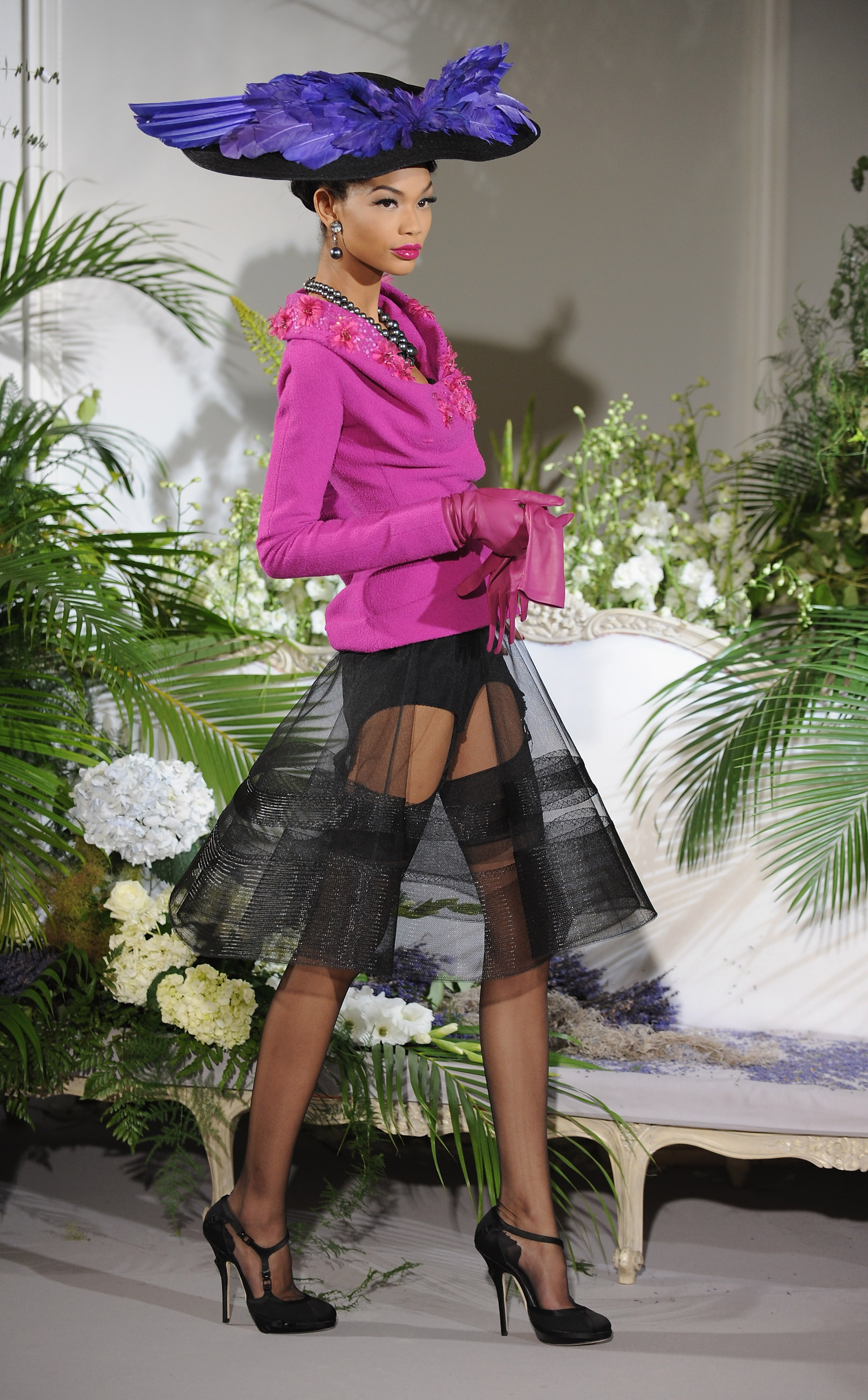
En haute couture-klänning från Dior på catwalken. Modell är Chanel Iman.

Haute couture (svenskt uttal: [ɔt kʊˈtyːr]) är den högsta formen av sömnadskonst. Beteckningen haute couture borgar för konstskicklighet och exklusivitet, och appliceras på ett antal modehus i Europa. De kläder som visas upp på catwalken är skräddarsydda för modellen. Vill man sedan köpa ett plagg får man kontakta modehusets ateljé för att få det uppsytt. Dessa plagg kostar ofta flera hundra tusen kronor, och de flesta köpare vill vara privata och är ganska osynliga i media.
Begreppet prêt-à-porter används för att beskriva designerplagg som är gjorda efter standardiserade storlekar och mönster och som är avsedda för butiksförsäljning.

## Historia
Haute couture (franskt uttal: [ot kuˈtyʁ]) är franska för ’hög sömnad’. Haute couturen grundades av Charles Frederick Worth i Paris och etablerades under 1800-talets andra hälft. Svensken Otto Gustav Brobergh var inblandad vid Haute Couturens födelse. Affärsmannen grundade tillsammans med Worth vad som skulle komma att bli världens första modehus: House of Worth. I början av 1900-talet dominerades couturen av Paul Poiret, under första världskriget och därefter framför allt av Coco Chanel. På 1930-talet grundades många couture-hus, i synnerhet Christian Diors med dess särpräglade stilelement. På 1960-talet följde couturen alltmer kraven från den yngre befolkningen och påverkades mer och mer av prêt-à-porter.

## Definition
För att kunna titulera sig som "haute coutureist" måste man godkännas av la Chambre Syndicale de Haute Couture som finns inom industridepartementet i Frankrike. De viktigaste kraven som måste uppfyllas är dessa:
- Skräddarsy plagg för privata köpare, med minst en provning.
- Ha en ateljé i Paris med minst 15 heltidsanställda.
- Varje vår och höst presentera en kollektion i Paris, bestående av minst 35 plagg för både dag- och kvällsbruk.

I Sverige finns inga företag som får kalla sina kollektioner "haute couture". Pär Engsheden är en av de mest kända svenskarna som arbetat i haute couture-hus. Sverige har dock tidigare haft tre etablerade haute couture-damskrädderier verksamma under 1800- och 1900-talet: Augusta Lundin, Märthaskolan och NK Franska. Dessa 3 uppfyllde aldrig kraven för haute couture. De köpte toiller/mönster från vissa haute couturehus i Paris och sydde upp plaggen. Att sälja modeller på detta sätt började vissa modehus med efter börskraschen 1929 när kundkretsen minskade kraftigt. Även under 1950-talet var det också mycket populärt med dessa franskdesignade modeller.

## Haute couture-hus
- Adeline André
- Anne Valérie Hash
- Chanel
- Dior
- Dominique Sirop
- Franck Sorbier
- Givenchy
- Jean Paul Gaultier
- Maurizio Galante
- Stéphane Rolland
- Valentino
- Giorgio Armani
- Elie Saab
- Balenciaga

## Galleri

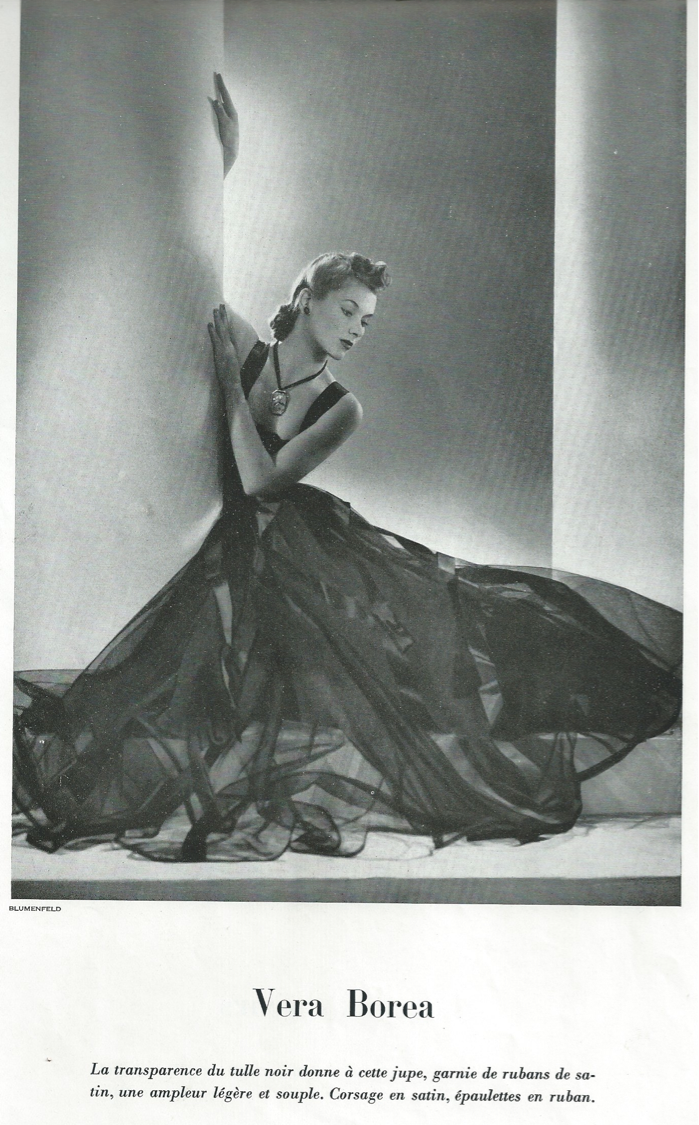
Aftonklänning från Vera Borea.
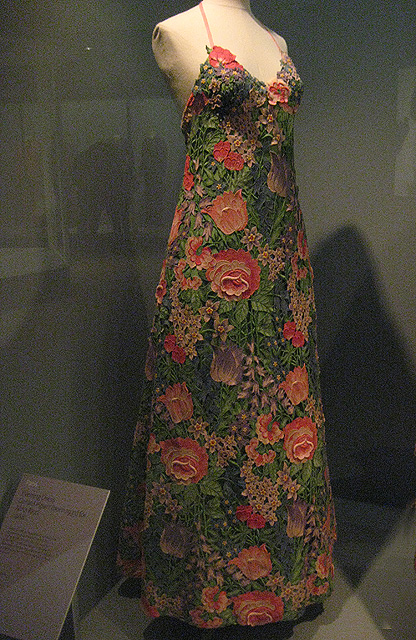
Aftonklänning från Nina Ricci.